# Султан ибн Хамуд ибн Убайд Аль Рашид
Султан ибн Хамуд ибн Убайд Аль Рашид — девятый правитель эмирата Джебель-Шаммар правивший с декабря 1906 по январь 1908 года.

## Биография
Султан ибн Хамуд родился в 1870 году.
В декабре 1906 года он и его два брата Сауд и Фейсал убили в местности Аль-Ахмар эмира Джебель-Шаммара Митаба II и двух его братьев Мишаала и Мухаммада. Младший брат убитого эмира Сауд вместе со своим дядей ас-Сабханом сбежали в Медину. После убийства Митаба и его братьев Султан со своими братьями прибыли в Хаиль, и Султан объявил себя эмиром Джебель-Шаммара, а своего брата Сауда назначил наследным принцем. В 1907 году он заключил союз с правителем Бурайды Мухаммедом ибн Абдаллахом Аль Муханной и вождем племени мутаир Фейсалом Аль-Дувайшем, что привело к битве при Тарафии и разгрому сил коалиции войсками Ибн Сауда. Султан ибн Хамуд оказался крайне неудачливым военачальником. Его набеги приносили мало добычи, из-за проблем с казной ему нечем было вознаграждать своих людей.
В январе 1908 года он погрузил эмирскую казну на верблюдов и попытался сбежать в Египет, но был перехвачен родным братом Саудом, посажен в тюрьму и вскоре задушен в тюрьме своим же братом Саудом.